# Liga a IV-a 2008-2009
Liga IV 2008-2009 a fost cel de-al 67-lea sezon al Ligii a IV-a, al patrulea nivel al sistemului de ligi ale fotbalului românesc. Echipele campioane ale fiecărei asociații județene joacă un meci de baraj pentru promovarea în Liga a III-a.

## Campionate județene
| - Alba (AB) - Arad (AR) - Argeș (AG) - Bacău (BC) - Bihor (BH) - Bistrița-Năsăud (BN) - Botoșani (BT) - Brașov (BV) - Brăila (BR) - București (B) - Buzău (BZ) | - Caraș-Severin (CS) - Călărași (CL) - Cluj (CJ) - Constanța (CT) - Covasna (CV) - Dâmbovița (DB) - Dolj (DJ) - Galați (GL) - Giurgiu (GR) - Gorj (GJ) - Harghita (HR) | - Hunedoara (HD) - Ialomița (IL) - Iași (IS) - Ilfov (IF) - Maramureș (MM) - Mehedinți (MH) - Mureș (MS) - Neamț (NT) - Olt (OT) - Prahova (PH) | - Satu Mare (SM) - Sălaj (SJ) - Sibiu (SB) - Suceava (SV) - Teleorman (TR) - Timiș (TM) - Tulcea (TL) - Vaslui (VS) - Vâlcea (VL) - Vrancea (VN) |

## Baraj promovare Liga a III-a
Meciurile au fost programate pentru a fi jucate în ziua de  17 Iunie 2009.
| Echipa 1                       | Scor           | Echipa 2                          |
| ------------------------------ | -------------- | --------------------------------- |
| CS Gura Humorului (SV)         | 2–0            | (BT) AS Roma                      |
| Rapid Dumești (IS)             | 0–1            | (VS) FC Vaslui II                 |
| Voința Pângărați (NT)          | 1–3            | (MS) ASO Miercurea Nirajului      |
| Mesagerul Bacău (BC)           | 0–0 3–5 d.l.d. | (VN) FC Dumitrești                |
| Partizanul Merei (BZ)          | 0–0 5–4 d.l.d. | (GL) Dunărea Galați II            |
| Viitorul Ianca (BR)            | 3–0            | (TL) Stăruința Baia               |
| Abatorul Slobozia (IL)         | 2–3            | (CT) Oil Terminal Constanța       |
| Viscofil Popești Leordeni (IF) | 4–2            | (CL) Phoenix Ulmu                 |
| Comprest GIM București (B)     | 2–1            | (TR) FCM Alexandria               |
| Progresul Gorgota (DB)         | 2–1            | (GJ) Viitorul Toporu              |
| AS Albota (AG)                 | 3–2            | (DJ) Avântul Bârca                |
| Agromec Șimian (MH)            | 0–2            | (GJ) Ralbex Turcinești            |
| Ghecon Lăpușata (VL)           | 2–1            | (OT) Sportul Vișina Noua          |
| Inter Cristian (BV)            | 1–4            | (PH) Petrolul Teleajen Ploiești   |
| Voința Livezile (BN)           | 2–1            | (MM) Someșul Ulmeni               |
| Turul Micula (SM)              | 2–1            | (SJ) Silvania Șimleu Silvaniei II |
| Luceafărul Oradea (BH)         | 2–1            | (CJ) Arieșul Turda II             |
| Berzobis Berzovia (CS)         | 0–0 8–9 d.l.d. | (AB) Minaur Zlatna                |
| ACS Recaș (TM)                 | 7–0            | (AR) Partizan Satu Mare           |
| Roseal Odorheiu Secuiesc (HR)  | 5–2 d.p.       | (CV) FC Zagon                     |
| Voința Sibiu (SB)              | 2–0            | (HD) Retezatul Hațeg              |

1. ↑  Comisia de Disciplină a FRF a decis ca rezultatul meciului Viitorul Ianca - Stăruința Baia 1–2 să fie omologat cu 3–0. Formația din Baia a folosit patru jucători fără drept de joc.[6]

## Clasamente Liga a IV-a

### Alba
| Loc | Echipa                 | MJ | V  | E | Î  | GM | GP  | DG  | Pct | Calificare sau retrogradare             |
| --- | ---------------------- | -- | -- | - | -- | -- | --- | --- | --- | --------------------------------------- |
| 1   | Minaur Zlatna (C, Q)   | 28 | 23 | 3 | 2  | 75 | 9   | +66 | 72  | Calificare baraj promovare Liga a III-a |
| 2   | CS Ocna Mureș          | 28 | 17 | 4 | 7  | 76 | 38  | +38 | 55  |                                         |
| 3   | Mureșul Oarda de Jos   | 28 | 17 | 2 | 9  | 64 | 39  | +25 | 53  |                                         |
| 4   | Viitorul Sântimbru     | 28 | 13 | 6 | 9  | 45 | 53  | −8  | 45  |                                         |
| 5   | Performanța Ighiu      | 28 | 13 | 3 | 12 | 51 | 48  | +3  | 42  |                                         |
| 6   | Balomir Acmariu        | 28 | 12 | 5 | 11 | 59 | 44  | +15 | 41  |                                         |
| 7   | FC Cugir               | 28 | 12 | 4 | 12 | 65 | 43  | +22 | 40  |                                         |
| 8   | Olimpia Aiud           | 28 | 12 | 4 | 12 | 46 | 58  | −12 | 40  |                                         |
| 9   | Metalul Aiud           | 28 | 11 | 6 | 11 | 38 | 41  | −3  | 39  |                                         |
| 10  | Rapid CFR Teiuș        | 28 | 11 | 4 | 13 | 50 | 56  | −6  | 37  |                                         |
| 11  | Viitorul Unirea        | 28 | 9  | 8 | 11 | 39 | 45  | −6  | 35  |                                         |
| 12  | Industria Galda de Jos | 28 | 9  | 6 | 13 | 33 | 41  | −8  | 33  |                                         |
| 13  | Cuprirom Abrud         | 28 | 10 | 2 | 16 | 40 | 67  | −27 | 32  |                                         |
| 14  | CIL Blaj               | 28 | 9  | 2 | 17 | 34 | 57  | −23 | 29  | Scutită de retrogradare                 |
| 15  | Șoimii Ciumbrud (R)    | 28 | 2  | 1 | 25 | 24 | 100 | −76 | 7   | Retrogradare Liga a V-a Alba            |
| 16  | Real Alba Iulia (D)    | 0  | 0  | 0 | 0  | 0  | 0   | 0   | 0   | S-a retras                              |

1. ↑  CIL Blaj a fost scutită de retrogradare datorită promovării lui Minaur Zlatna în Liga a III-a.
2. ↑  Real Alba Iulia s-a retras după 10 etape și toate rezultatele sale au fost anulate.

### Arad
| Loc | Echipa                    | MJ | V  | E | Î  | GM  | GP  | DG  | Pct | Calificare sau retrogradare             |
| --- | ------------------------- | -- | -- | - | -- | --- | --- | --- | --- | --------------------------------------- |
| 1   | Partizan Satu Mare (C, Q) | 34 | 28 | 1 | 5  | 126 | 40  | +86 | 85  | Calificare baraj promovare Liga a III-a |
| 2   | Frontiera Curtici         | 34 | 25 | 4 | 5  | 88  | 37  | +51 | 79  |                                         |
| 3   | Șoimii CNM Pâncota        | 34 | 22 | 3 | 9  | 82  | 52  | +30 | 69  |                                         |
| 4   | Unirea Sântana            | 34 | 21 | 3 | 10 | 78  | 51  | +27 | 66  |                                         |
| 5   | Voința Mailat             | 34 | 20 | 2 | 12 | 61  | 38  | +23 | 62  |                                         |
| 6   | Șoimii Lipova             | 34 | 15 | 8 | 11 | 71  | 48  | +23 | 53  |                                         |
| 7   | Crișul Chișineu-Criș      | 34 | 16 | 3 | 15 | 62  | 59  | +3  | 51  |                                         |
| 8   | Progresul Pecica          | 34 | 14 | 8 | 12 | 64  | 60  | +4  | 50  |                                         |
| 9   | Avântul Târnova           | 34 | 14 | 7 | 13 | 59  | 51  | +8  | 49  |                                         |
| 10  | AS Dorobanți              | 34 | 14 | 6 | 14 | 49  | 54  | −5  | 48  |                                         |
| 11  | Aqua Vest Arad            | 34 | 13 | 3 | 18 | 59  | 72  | −13 | 42  |                                         |
| 12  | Păulișana Păuliș          | 34 | 13 | 2 | 19 | 73  | 94  | −21 | 41  |                                         |
| 13  | CS Vladimirescu           | 34 | 12 | 3 | 19 | 62  | 84  | −22 | 39  |                                         |
| 14  | Unirea Șeitin             | 34 | 11 | 2 | 21 | 62  | 90  | −28 | 35  |                                         |
| 15  | FC Sânleani               | 34 | 11 | 1 | 22 | 51  | 62  | −11 | 34  |                                         |
| 16  | Victoria Nădlac (R)       | 34 | 8  | 6 | 20 | 43  | 76  | −33 | 30  | Retrogradare Liga a V-a Arad            |
| 17  | Înfrățirea Iratoșu (R)    | 34 | 9  | 2 | 23 | 47  | 88  | −41 | 29  | Retrogradare Liga a V-a Arad            |
| 18  | Regal Horia (R)           | 34 | 7  | 2 | 25 | 35  | 116 | −81 | 23  | Retrogradare Liga a V-a Arad            |

### Bacău
| Loc | Echipa                    | MJ | V  | E | Î  | GM  | GP  | DG   | Pct | Calificare sau retrogradare             |
| --- | ------------------------- | -- | -- | - | -- | --- | --- | ---- | --- | --------------------------------------- |
| 1   | Mesagerul Bacău (C, Q)    | 34 | 25 | 2 | 7  | 106 | 24  | +82  | 77  | Calificare baraj promovare Liga a III-a |
| 2   | Aerostar Bacău II         | 34 | 21 | 4 | 9  | 89  | 42  | +47  | 67  |                                         |
| 3   | AS Mărgineni              | 34 | 21 | 1 | 12 | 98  | 45  | +53  | 64  |                                         |
| 4   | Siretul Prăjești          | 34 | 20 | 1 | 13 | 80  | 55  | +25  | 61  |                                         |
| 5   | AS Onești                 | 34 | 17 | 3 | 14 | 86  | 78  | +8   | 54  |                                         |
| 6   | Athletic Dărmănești       | 34 | 17 | 2 | 15 | 90  | 61  | +29  | 53  |                                         |
| 7   | Înfrățirea Ghimeș         | 34 | 16 | 4 | 14 | 82  | 67  | +15  | 52  |                                         |
| 8   | Clipa VIO Bacău           | 34 | 16 | 4 | 14 | 57  | 69  | −12  | 52  |                                         |
| 9   | Willy Bacău II            | 34 | 15 | 3 | 16 | 92  | 83  | +9   | 48  |                                         |
| 10  | Sportul Răcăciuni         | 34 | 14 | 6 | 14 | 67  | 63  | +4   | 48  |                                         |
| 11  | Inter Onești              | 34 | 15 | 1 | 18 | 82  | 90  | −8   | 46  |                                         |
| 12  | AS Negri                  | 34 | 13 | 5 | 16 | 71  | 72  | −1   | 44  |                                         |
| 13  | ASO Buhuși                | 34 | 14 | 2 | 18 | 58  | 72  | −14  | 44  |                                         |
| 14  | Măgura Târgu Ocna         | 34 | 12 | 3 | 19 | 49  | 68  | −19  | 39  |                                         |
| 15  | Voința Podul Turcului (O) | 34 | 12 | 3 | 19 | 51  | 89  | −38  | 39  | Calificare baraj retrogradare           |
| 16  | AS Hemeiuși (R)           | 34 | 9  | 2 | 23 | 58  | 91  | −33  | 29  | Calificare baraj retrogradare           |
| 17  | Flamura Roșie Sascut (R)  | 34 | 9  | 2 | 23 | 37  | 75  | −38  | 29  | Retrogradare Liga a V-a Bacău           |
| 18  | Recolta Ardeoani (R)      | 34 | 5  | 1 | 28 | 41  | 150 | −109 | 16  | Retrogradare Liga a V-a Bacău           |

1. ↑  Recolta Ardeoani a fost exclusă din campionat și a pierdut toate meciurile rămase cu 0–3.[7]

Baraj retrogradare 
Echipele de pe locurile 15 și 16 din Liga a IV-a se confruntă cu echipele de pe locul 2 din cele două serii ale Liga a V-a Bacău. Toate meciurile s-au disputat pe 7 și 8 Iulie 2009 pe Stadionul Letea din Bacău.
| Echipa 1              | Scor | Echipa 2                |
| --------------------- | ---- | ----------------------- |
| AS Hemeiuși           | 0–3  | Bradul Mânăstirea Cașin |
| Voința Podul Turcului | 1–0  | Lumina Itești           |

### Bihor
| Loc | Echipa                   | MJ | V  | E | Î  | GM  | GP  | DG   | Pct | Calificare sau retrogradare             |
| --- | ------------------------ | -- | -- | - | -- | --- | --- | ---- | --- | --------------------------------------- |
| 1   | Luceafărul Oradea (C, Q) | 30 | 27 | 2 | 1  | 123 | 17  | +106 | 83  | Calificare baraj promovare Liga a III-a |
| 2   | Unirea Valea lui Mihai   | 30 | 25 | 1 | 4  | 107 | 17  | +90  | 76  |                                         |
| 3   | Izvorul Cociuba Mare     | 30 | 23 | 2 | 5  | 111 | 47  | +64  | 71  |                                         |
| 4   | Bioland Paleu            | 30 | 22 | 2 | 6  | 95  | 24  | +71  | 68  |                                         |
| 5   | Crișul Aleșd             | 30 | 17 | 3 | 10 | 80  | 52  | +28  | 54  |                                         |
| 6   | Stăruința Săcuieni       | 30 | 12 | 7 | 11 | 52  | 51  | +1   | 43  |                                         |
| 7   | Oțelul Ștei              | 30 | 12 | 6 | 12 | 50  | 55  | −5   | 42  |                                         |
| 8   | Frontiera Oradea         | 30 | 11 | 5 | 14 | 49  | 65  | −16  | 38  |                                         |
| 9   | Victoria Avram Iancu     | 30 | 12 | 2 | 16 | 50  | 77  | −27  | 38  |                                         |
| 10  | Tricolorul Alparea       | 30 | 11 | 4 | 15 | 50  | 63  | −13  | 37  |                                         |
| 11  | Cetatea Biharia          | 30 | 11 | 1 | 18 | 54  | 68  | −14  | 34  |                                         |
| 12  | Locadin Țețchea          | 30 | 9  | 5 | 16 | 47  | 72  | −25  | 32  |                                         |
| 13  | Biharea Vașcău           | 30 | 9  | 2 | 19 | 33  | 86  | −53  | 29  |                                         |
| 14  | Nova Cordău (R)          | 30 | 6  | 2 | 22 | 39  | 108 | −69  | 20  | Retrogradare Liga a V-a Bihor           |
| 15  | Granitul Nucet (R)       | 30 | 6  | 2 | 22 | 40  | 101 | −61  | 14  | Retrogradare Liga a V-a Bihor           |
| 16  | Vulturul Dobrești (R)    | 30 | 3  | 2 | 25 | 26  | 103 | −77  | 11  | Retrogradare Liga a V-a Bihor           |

1. ↑  Granitul Nucet a fost penalizată cu 6 puncte.

### Botoșani
| Loc | Echipa                             | MJ | V  | E | Î  | GM  | GP  | DG   | Pct | Calificare sau retrogradare             |
| --- | ---------------------------------- | -- | -- | - | -- | --- | --- | ---- | --- | --------------------------------------- |
| 1   | AS Roma (C, Q)                     | 26 | 24 | 1 | 1  | 120 | 18  | +102 | 73  | Calificare baraj promovare Liga a III-a |
| 2   | FC Vorona                          | 26 | 19 | 3 | 4  | 105 | 50  | +55  | 60  |                                         |
| 3   | Avântul Albești                    | 26 | 16 | 3 | 7  | 64  | 36  | +28  | 51  |                                         |
| 4   | CS Darabani                        | 26 | 15 | 4 | 7  | 68  | 36  | +32  | 49  |                                         |
| 5   | AS 2000 Bucecea                    | 26 | 12 | 3 | 11 | 54  | 43  | +11  | 39  |                                         |
| 6   | Prosport Vârfu Câmpului            | 26 | 12 | 2 | 12 | 60  | 61  | −1   | 38  |                                         |
| 7   | Bucovina Rogojești                 | 26 | 12 | 2 | 12 | 58  | 75  | −17  | 38  |                                         |
| 8   | Unirea Săveni                      | 26 | 12 | 1 | 13 | 63  | 63  | 0    | 37  |                                         |
| 9   | FCM Dorohoi                        | 26 | 11 | 3 | 12 | 55  | 57  | −2   | 36  |                                         |
| 10  | Rapid Ungureni                     | 26 | 11 | 2 | 13 | 61  | 67  | −6   | 35  |                                         |
| 11  | Nord Star Pomârla (O)              | 26 | 10 | 3 | 13 | 62  | 52  | +10  | 33  | Calificare baraj retrogradare           |
| 12  | FC Sulița (R)                      | 26 | 6  | 4 | 16 | 41  | 75  | −34  | 22  | Calificare baraj retrogradare           |
| 13  | Prutul Rădăuți-Prut (R)            | 26 | 3  | 1 | 22 | 40  | 147 | −107 | 10  | Retrogradare Liga a V-a Botoșani        |
| 14  | Itrom Trakt Tudor Vladimirescu (R) | 26 | 3  | 0 | 23 | 21  | 92  | −71  | 9   | Retrogradare Liga a V-a Botoșani        |

1. ↑  Itrom Trakt Tudor Vladimirescu s-a retras din campionat și a pierdut toate meciurile din a doua parte a sezonului cu 0–3.[11]

Baraj retrogradare 
Echipele de pe locurile 12 și 13 din Liga a IV-a au jucat cu echipele de pe locul 2 din cele două serii din Liga a V-a Botoșani.
| Echipa 1          | Scor | Echipa 2        |
| ----------------- | ---- | --------------- |
| Nord Star Pomârla | 4–2  | Spicul Iacobeni |
| FC Sulița         | –    | FC Păltiniș     |

### București
Play-off 
Toate meciurile s-au disputat pe Stadionul Romprim din București pe 2, 5 și 9 iunie 2009.
Group 1
| Loc | Echipa                          | MJ | V | E | Î | GM | GP | DG | Pct | Calificare           |  | ROM | SGB | SPO |
| --- | ------------------------------- | -- | - | - | - | -- | -- | -- | --- | -------------------- |  | --- | --- | --- |
| 1   | Romprim București (Q)           | 2  | 2 | 0 | 0 | 5  | 2  | +3 | 6   | Calificare în finală |  |     |     | 3–2 |
| 2   | Spic de Grâu București          | 2  | 1 | 0 | 1 | 3  | 3  | 0  | 3   |                      |  | 0–2 |     |     |
| 3   | Sportul Studențesc București II | 2  | 0 | 0 | 2 | 3  | 6  | −3 | 0   |                      |  | 1–3 |     |     |

Group 2
| Loc | Echipa                     | MJ | V | E | Î | GM | GP | DG | Pct | Calificare           |  | COM | MOG | PTI |
| --- | -------------------------- | -- | - | - | - | -- | -- | -- | --- | -------------------- |  | --- | --- | --- |
| 1   | Comprest GIM București (Q) | 2  | 1 | 1 | 0 | 7  | 3  | +4 | 4   | Calificare în finală |  |     |     | 5–1 |
| 2   | CS Mogoșoaia               | 2  | 1 | 1 | 0 | 8  | 3  | +5 | 4   |                      |  | 2–2 |     |     |
| 3   | Poli Timișoara             | 2  | 0 | 0 | 2 | 2  | 11 | −9 | 0   |                      |  | 1–6 |     |     |

1. 1 2  Mogoșoaia–Comprest GIM București 2–2 2–3 d.l.d..

Finala 
Finala campionatului s-a jucat pe 11 iunie 2009 pe Stadionul Dinamo din București.
| Echipa 1               | Scor | Echipa 2          |
| ---------------------- | ---- | ----------------- |
| Comprest GIM București | 3–2  | Romprim București |

Comprest GIM București a câștigat Liga a IV-a București sezonul 2008–2009 și s-a calificat pentru barajul de promovare în Liga a III-a.

### Caraș-Severin
| Loc | Echipa                    | MJ | V  | E | Î  | GM | GP  | DG  | Pct | Calificare sau retrogradare             |
| --- | ------------------------- | -- | -- | - | -- | -- | --- | --- | --- | --------------------------------------- |
| 1   | Berzobis Berzovia (C, Q)  | 30 | 24 | 4 | 2  | 91 | 22  | +69 | 76  | Calificare baraj promovare Liga a III-a |
| 2   | Muncitorul Reșița         | 30 | 20 | 6 | 4  | 78 | 38  | +40 | 66  |                                         |
| 3   | Voința Lupac              | 30 | 18 | 6 | 6  | 81 | 31  | +50 | 60  |                                         |
| 4   | Moldo-Forest Moldova Nouă | 30 | 19 | 2 | 9  | 80 | 34  | +46 | 59  |                                         |
| 5   | Gloria Reșița             | 30 | 19 | 1 | 10 | 72 | 32  | +40 | 58  |                                         |
| 6   | Minerul Anina             | 30 | 17 | 4 | 9  | 62 | 35  | +27 | 55  |                                         |
| 7   | Scorillo Caransebeș       | 30 | 16 | 3 | 11 | 82 | 39  | +43 | 51  |                                         |
| 8   | AS Berzasca               | 30 | 15 | 5 | 10 | 81 | 50  | +31 | 50  |                                         |
| 9   | Metalul Bocșa             | 30 | 13 | 3 | 14 | 69 | 51  | +18 | 42  |                                         |
| 10  | Nera Bozovici             | 30 | 11 | 4 | 15 | 46 | 60  | −14 | 37  |                                         |
| 11  | Hercules Băile Herculane  | 30 | 9  | 3 | 18 | 40 | 75  | −35 | 30  |                                         |
| 12  | Metalul Oțelu Roșu        | 30 | 8  | 4 | 18 | 58 | 75  | −17 | 28  |                                         |
| 13  | CS Oravița                | 30 | 7  | 3 | 20 | 38 | 117 | −79 | 24  |                                         |
| 14  | Bistra Glimboca           | 30 | 8  | 0 | 22 | 36 | 87  | −51 | 24  |                                         |
| 15  | Minerul Dognecea (R)      | 30 | 6  | 1 | 23 | 36 | 115 | −79 | 19  | Relegation to Liga a V-a Caraș-Severin  |
| 16  | Timișul Slatina-Timiș (R) | 30 | 4  | 3 | 23 | 37 | 126 | −89 | 15  | Relegation to Liga a V-a Caraș-Severin  |

### Cluj
| Loc | Echipa                     | MJ | V  | E | Î  | GM | GP  | DG   | Pct | Calificare sau retrogradare             |
| --- | -------------------------- | -- | -- | - | -- | -- | --- | ---- | --- | --------------------------------------- |
| 1   | Arieșul Turda II (C, Q)    | 26 | 22 | 2 | 2  | 93 | 19  | +74  | 68  | Calificare baraj promovare Liga a III-a |
| 2   | Universitatea Cluj II      | 26 | 18 | 1 | 7  | 82 | 33  | +49  | 55  |                                         |
| 3   | Vlădeasa Huedin            | 26 | 17 | 1 | 8  | 84 | 32  | +52  | 52  |                                         |
| 4   | Vulturii Vultureni         | 26 | 16 | 2 | 8  | 71 | 43  | +28  | 50  |                                         |
|     |                            |    |    |   |    |    |     |      |     |                                         |
| 5   | Seso II Iara               | 26 | 16 | 2 | 8  | 78 | 60  | +18  | 50  |                                         |
| 6   | Leii Tritenii de Jos       | 26 | 10 | 5 | 11 | 66 | 64  | +2   | 35  |                                         |
| 7   | Știința 2004 Cluj-Napoca   | 26 | 9  | 2 | 15 | 72 | 73  | −1   | 29  |                                         |
| 8   | CFR Dej                    | 26 | 8  | 2 | 16 | 52 | 75  | −23  | 26  |                                         |
| 9   | Minerul Ocna Dej           | 26 | 8  | 1 | 17 | 46 | 93  | −47  | 25  |                                         |
| 10  | Unirea Tritenii de Jos     | 26 | 6  | 3 | 17 | 49 | 99  | −50  | 21  |                                         |
| 11  | ȘF Ivansuc Cluj-Napoca (R) | 26 | 2  | 1 | 23 | 37 | 139 | −102 | 7   | Retrogradare Liga a V-a Cluj            |

1. ↑  După 20 de etape echipele au fost împărțite în două grupe (Play-off și Play-out).

### Covasna
| Loc | Echipa                   | MJ | V  | E | Î  | GM  | GP  | DG   | Pct | Calificare sau retrogradare             |
| --- | ------------------------ | -- | -- | - | -- | --- | --- | ---- | --- | --------------------------------------- |
| 1   | FC Zagon (C, Q)          | 30 | 25 | 5 | 0  | 124 | 17  | +107 | 80  | Calificare baraj promovare Liga a III-a |
| 2   | CSO Baraolt              | 30 | 22 | 6 | 2  | 95  | 25  | +70  | 72  |                                         |
| 3   | Stăruința Bodoc          | 30 | 19 | 3 | 8  | 116 | 34  | +82  | 60  |                                         |
| 4   | FC Ojdula                | 30 | 17 | 7 | 6  | 72  | 39  | +33  | 58  |                                         |
| 5   | Prima Brăduț             | 30 | 17 | 3 | 10 | 91  | 45  | +46  | 54  |                                         |
| 6   | Perkő Sânzieni           | 30 | 13 | 9 | 8  | 65  | 42  | +23  | 48  |                                         |
| 7   | Viitorul Sfântu Gheorghe | 30 | 14 | 5 | 11 | 60  | 45  | +15  | 47  |                                         |
| 8   | Nemere Ghelința          | 30 | 12 | 3 | 15 | 43  | 50  | −7   | 39  |                                         |
| 9   | Progresul Sita Buzăului  | 30 | 10 | 3 | 17 | 56  | 96  | −40  | 33  |                                         |
| 10  | Dozsa Dalnic             | 30 | 9  | 5 | 16 | 65  | 92  | −27  | 32  |                                         |
| 11  | KSE Târgu Secuiesc       | 30 | 9  | 2 | 19 | 56  | 70  | −14  | 29  |                                         |
| 12  | BSE Belin                | 30 | 8  | 4 | 18 | 39  | 75  | −36  | 28  |                                         |
| 13  | Avântul Ilieni           | 30 | 9  | 1 | 20 | 42  | 128 | −86  | 28  |                                         |
| 14  | Spartacus Hăghig         | 30 | 7  | 6 | 17 | 51  | 98  | −47  | 27  |                                         |
| 15  | FC Cernat (R)            | 30 | 8  | 3 | 19 | 49  | 89  | −40  | 27  | Retrogradare Liga a V-a Covasna         |
| 16  | AS Catalina (R)          | 30 | 8  | 1 | 21 | 41  | 120 | −79  | 25  | Retrogradare Liga a V-a Covasna         |

### Galați
| Loc | Echipa                       | MJ | V  | E | Î  | GM | GP | DG  | Pct | Calificare sau retrogradare |
| --- | ---------------------------- | -- | -- | - | -- | -- | -- | --- | --- | --------------------------- |
| 1   | Dunărea Galați II (Q)        | 18 | 15 | 1 | 2  | 54 | 21 | +33 | 46  | Calificare play-off         |
| 2   | Foresta Șendreni (Q)         | 18 | 13 | 1 | 4  | 49 | 25 | +24 | 40  | Calificare play-off         |
| 3   | Gloria Ivești (Q)            | 18 | 11 | 2 | 5  | 51 | 24 | +27 | 35  | Calificare play-off         |
| 4   | Sporting Tecuci (Q)          | 18 | 11 | 1 | 6  | 57 | 31 | +26 | 34  | Calificare play-off         |
| 5   | Muncitorul Ghidigeni         | 18 | 8  | 2 | 8  | 37 | 30 | +7  | 26  |                             |
| 6   | Bujorii Târgu Bujor          | 18 | 9  | 1 | 8  | 49 | 52 | −3  | 26  |                             |
| 7   | Avântul Vânatori             | 18 | 7  | 2 | 9  | 30 | 45 | −15 | 23  |                             |
| 8   | Mălina Smârdan               | 18 | 4  | 5 | 9  | 29 | 53 | −24 | 17  |                             |
| 9   | Frontiera Galați             | 18 | 3  | 1 | 14 | 20 | 48 | −28 | 10  |                             |
| 10  | Unirea Hanu Conachi          | 18 | 1  | 0 | 17 | 6  | 53 | −47 | 3   |                             |
| 11  | Argintul Corod (D)           | 0  | 0  | 0 | 0  | 0  | 0  | 0   | 0   | S-au retras                 |
| 12  | Avântul Liești (D)           | 0  | 0  | 0 | 0  | 0  | 0  | 0   | 0   | S-au retras                 |
| 13  | Imperfect Braniștea (D)      | 0  | 0  | 0 | 0  | 0  | 0  | 0   | 0   | S-au retras                 |
| 14  | Unirea Bolonia Tulucești (D) | 0  | 0  | 0 | 0  | 0  | 0  | 0   | 0   | S-au retras                 |

1. ↑  Bujorii Târgu Bujor a fost penalizată cu două puncte.
2. 1 2 3 4  Argintul Corod, Avântul Liești, Imperfect Braniștea și Unirea Bolonia Tulucești s-au retras în prima parte a sezonului și toate rezultatele lor au fost anulate.

Play-off 
| Loc | Echipa                   | MJ | V | E | Î | GM | GP | DG  | Pct | Calificare                              |
| --- | ------------------------ | -- | - | - | - | -- | -- | --- | --- | --------------------------------------- |
| 1   | Dunărea Galați II (C, Q) | 6  | 3 | 1 | 2 | 70 | 34 | +36 | 56  | Calificare baraj promovare Liga a III-a |
| 2   | Foresta Șendreni         | 5  | 3 | 0 | 2 | 60 | 37 | +23 | 49  |                                         |
| 3   | Gloria Ivești            | 6  | 3 | 1 | 2 | 71 | 36 | +35 | 45  |                                         |
| 4   | Sporting Tecuci          | 5  | 0 | 2 | 3 | 64 | 48 | +16 | 2   |                                         |

### Harghita
| Loc | Echipa                          | MJ | V  | E | Î  | GM  | GP  | DG   | Pct | Calificare                              |
| --- | ------------------------------- | -- | -- | - | -- | --- | --- | ---- | --- | --------------------------------------- |
| 1   | Roseal Odorheiu Secuiesc (C, Q) | 24 | 22 | 1 | 1  | 107 | 16  | +91  | 67  | Calificare baraj promovare Liga a III-a |
| 2   | Metalul Vlăhița                 | 24 | 21 | 1 | 2  | 96  | 23  | +73  | 64  |                                         |
| 3   | ASA Miercurea Ciuc Bălan        | 24 | 20 | 0 | 4  | 132 | 31  | +101 | 60  |                                         |
| 4   | ASC Ciceu                       | 24 | 12 | 3 | 9  | 64  | 56  | +8   | 39  |                                         |
| 5   | Csillag Lunca de Jos            | 24 | 11 | 3 | 10 | 51  | 68  | −17  | 36  |                                         |
| 6   | AS Praid                        | 24 | 11 | 2 | 11 | 56  | 51  | +5   | 35  |                                         |
| 7   | Străduința Mihăileni            | 24 | 9  | 6 | 9  | 39  | 39  | 0    | 33  |                                         |
| 8   | Știința Sărmaș                  | 24 | 9  | 2 | 13 | 57  | 97  | −40  | 29  |                                         |
| 9   | CSȘ Start 2000 Miercurea Ciuc   | 24 | 8  | 2 | 14 | 75  | 66  | +9   | 26  |                                         |
| 10  | Viitorul Gheorgheni             | 24 | 8  | 2 | 14 | 54  | 59  | −5   | 26  |                                         |
| 11  | Unirea Cristuru Secuiesc        | 24 | 4  | 4 | 16 | 33  | 78  | −45  | 16  |                                         |
| 12  | Știința Toplița                 | 24 | 2  | 6 | 16 | 35  | 96  | −61  | 12  |                                         |
| 13  | Homorod Merești                 | 24 | 2  | 2 | 20 | 26  | 145 | −119 | 8   |                                         |

### Hunedoara
| Loc | Echipa                  | MJ | V  | E | Î  | GM | GP | DG  | Pct | Calificare sau retrogradare             |
| --- | ----------------------- | -- | -- | - | -- | -- | -- | --- | --- | --------------------------------------- |
| 1   | Retezatul Hațeg (C, Q)  | 28 | 23 | 0 | 5  | 87 | 33 | +54 | 69  | Calificare baraj promovare Liga a III-a |
| 2   | Aurul Brad              | 28 | 19 | 4 | 5  | 57 | 23 | +34 | 61  |                                         |
| 3   | Minerul Uricani         | 28 | 17 | 6 | 5  | 54 | 27 | +27 | 57  |                                         |
| 4   | Zarandul Crișcior       | 28 | 15 | 5 | 8  | 53 | 32 | +21 | 50  |                                         |
| 5   | Inter Petrila           | 28 | 14 | 6 | 8  | 56 | 28 | +28 | 48  |                                         |
| 6   | Aurul Certej            | 28 | 14 | 4 | 10 | 70 | 42 | +28 | 46  |                                         |
| 7   | Dacia Orăștie II        | 28 | 13 | 3 | 12 | 51 | 48 | +3  | 42  |                                         |
| 8   | Minerul Aninoasa        | 28 | 13 | 3 | 12 | 47 | 44 | +3  | 42  |                                         |
| 9   | Gloria Geoagiu          | 28 | 11 | 4 | 13 | 52 | 48 | +4  | 37  |                                         |
| 10  | Metalul Crișcior        | 28 | 10 | 7 | 11 | 38 | 37 | +1  | 37  |                                         |
| 11  | Victoria Călan          | 28 | 10 | 4 | 14 | 47 | 56 | −9  | 34  |                                         |
| 12  | Agrocompany Băcia       | 28 | 8  | 3 | 17 | 47 | 90 | −43 | 27  |                                         |
| 13  | Minerul Teliuc          | 28 | 6  | 3 | 19 | 27 | 64 | −37 | 21  |                                         |
| 14  | Matei Corvin Hunedoara  | 28 | 7  | 0 | 21 | 21 | 75 | −54 | 21  |                                         |
| 15  | Universitatea Petroșani | 28 | 1  | 2 | 25 | 12 | 84 | −72 | 5   |                                         |

1. 1 2 3  Dacia Orăștie II, Matei Corvin Hunedoara și Universitatea Petroșani s-au retras în a doua parte a sezonului și au pierdut toate meciurile rămase cu 0–3.

### Ilfov
Play-off 
Play-off-ul campionatului s-a disputat într-un singur tur între cele mai bune patru echipe din sezonul regulat.
| Loc | Echipa                           | MJ | V | E | Î | GM | GP | DG | Pct | Calificare                              |     | VPL | COR | DOM | LȘT |
| --- | -------------------------------- | -- | - | - | - | -- | -- | -- | --- | --------------------------------------- | --- | --- | --- | --- | --- |
| 1   | Viscofil Popești-Leordeni (C, Q) | 3  | 2 | 1 | 0 | 5  | 3  | +2 | 7   | Calificare baraj promovare Liga a III-a |     |     | 2–1 |     | 2–2 |
| 2   | CS Corbeanca                     | 3  | 1 | 1 | 1 | 3  | 3  | 0  | 4   |                                         |     |     |     | 0–0 | 2–1 |
| 3   | CS Domnești                      | 3  | 1 | 1 | 1 | 3  | 3  | 0  | 4   |                                         | 0–1 |     |     |     |     |
| 4   | Lindab Ștefăneștii de Jos        | 3  | 0 | 1 | 2 | 5  | 7  | −2 | 1   |                                         |     |     | 2–3 |     |     |

1. 1 2  Viscofil Popești-Leordeni–Lindab Ștefănești 2–2 3–5 d.l.d..
2. 1 2  Corbeanca–Domnești 0–0 9–8 d.l.d..

### Mureș
| Loc | Echipa                   | MJ | V  | E | Î  | GM | GP | DG  | Pct | Calificare          |
| --- | ------------------------ | -- | -- | - | -- | -- | -- | --- | --- | ------------------- |
| 1   | ACS Miercurea Nirajului  | 18 | 14 | 2 | 2  | 51 | 15 | +36 | 44  | Calificare play-off |
| 2   | Gaz Metan Daneș          | 18 | 12 | 2 | 4  | 52 | 24 | +28 | 38  | Calificare play-off |
| 3   | Lacul Ursu Mobila Sovata | 18 | 11 | 3 | 4  | 47 | 17 | +30 | 36  | Calificare play-off |
| 4   | Mureșul Rușii-Munți      | 18 | 10 | 5 | 3  | 51 | 26 | +25 | 35  | Calificare play-off |
| 5   | Mureșul Luduș            | 18 | 11 | 1 | 6  | 46 | 30 | +16 | 34  | Calificare play-off |
| 6   | Avântul Miheșu de Câmpie | 18 | 7  | 1 | 10 | 28 | 41 | −13 | 22  | Calificare play-out |
| 7   | CS Iernut                | 18 | 5  | 4 | 9  | 25 | 41 | −16 | 19  | Calificare play-out |
| 8   | AS Acățari               | 18 | 4  | 3 | 11 | 26 | 44 | −18 | 15  | Calificare play-out |
| 9   | AS Corunca               | 18 | 1  | 4 | 13 | 18 | 56 | −38 | 7   | Calificare play-out |
| 10  | Viitorul 2002 Târnăveni  | 18 | 1  | 3 | 14 | 19 | 69 | −50 | 6   | Calificare play-out |

Play-off 
| Loc | Echipa                         | MJ | V | E | Î | GM | GP | DG | Pct | Calificare                              |
| --- | ------------------------------ | -- | - | - | - | -- | -- | -- | --- | --------------------------------------- |
| 1   | ACS Miercurea Nirajului (C, Q) | 16 | 9 | 3 | 4 | 24 | 16 | +8 | 30  | Calificare baraj promovare Liga a III-a |
| 2   | Gaz Metan Daneș                | 16 | 7 | 2 | 7 | 31 | 29 | +2 | 23  |                                         |
| 3   | Lacul Ursu Mobila Sovata       | 16 | 5 | 5 | 6 | 25 | 26 | −1 | 20  |                                         |
| 4   | Mureșul Luduș                  | 16 | 5 | 3 | 8 | 24 | 31 | −7 | 18  |                                         |
| 5   | Mureșul Rușii-Munți            | 16 | 6 | 3 | 7 | 22 | 24 | −2 | 15  |                                         |

1. ↑  Mureșul Rușii-Munți a fost penalizată cu șase puncte.

Play-out 
| Loc | Echipa                   | MJ | V  | E | Î  | GM | GP | DG  | Pct |
| --- | ------------------------ | -- | -- | - | -- | -- | -- | --- | --- |
| 6   | AS Acățari               | 16 | 11 | 4 | 1  | 43 | 19 | +24 | 37  |
| 7   | CS Iernut                | 16 | 9  | 3 | 4  | 36 | 24 | +12 | 30  |
| 8   | Avântul Miheșu de Câmpie | 16 | 9  | 1 | 6  | 38 | 35 | +3  | 28  |
| 9   | Viitorul 2002 Târnăveni  | 16 | 3  | 2 | 11 | 26 | 40 | −14 | 11  |
| 10  | AS Corunca               | 16 | 2  | 2 | 12 | 17 | 42 | −25 | 8   |

### Neamț
| Loc | Echipa                  | MJ | V  | E | Î  | GM  | GP  | DG  | Pct | Calificare sau retrogradare             |
| --- | ----------------------- | -- | -- | - | -- | --- | --- | --- | --- | --------------------------------------- |
| 1   | Voința Pângărați (C, Q) | 30 | 26 | 3 | 1  | 109 | 20  | +89 | 81  | Calificare baraj promovare Liga a III-a |
| 2   | Voința Ion Creangă      | 30 | 25 | 1 | 4  | 124 | 37  | +87 | 76  |                                         |
| 3   | Dolira Grințieș         | 30 | 22 | 1 | 7  | 89  | 40  | +49 | 67  |                                         |
| 4   | Victoria Horia          | 30 | 19 | 3 | 8  | 81  | 43  | +38 | 60  |                                         |
| 5   | Bradul Roznov           | 30 | 19 | 2 | 9  | 101 | 46  | +55 | 59  |                                         |
| 6   | Biruința Gherăiești     | 30 | 16 | 5 | 9  | 92  | 51  | +41 | 53  |                                         |
| 7   | Spicul Tămășeni         | 30 | 14 | 4 | 12 | 71  | 78  | −7  | 46  |                                         |
| 8   | Energia Girov           | 30 | 14 | 3 | 13 | 60  | 71  | −11 | 45  |                                         |
| 9   | Vulturul Zănești        | 30 | 13 | 4 | 13 | 65  | 71  | −6  | 43  |                                         |
| 10  | Speranța Răucești       | 30 | 13 | 1 | 16 | 78  | 84  | −6  | 40  |                                         |
| 11  | Viitorul Podoleni       | 30 | 12 | 3 | 15 | 63  | 72  | −9  | 39  |                                         |
| 12  | Viitorul Ruginoasa      | 30 | 11 | 0 | 19 | 57  | 93  | −36 | 33  |                                         |
| 13  | Bradul Borca            | 30 | 7  | 1 | 22 | 51  | 101 | −50 | 22  |                                         |
| 14  | Olimpic Simionești      | 30 | 4  | 2 | 24 | 48  | 124 | −76 | 14  |                                         |
| 15  | Stânca Ștefan cel Mare  | 30 | 4  | 2 | 24 | 51  | 137 | −86 | 14  |                                         |
| 16  | Olimpia Gârcina         | 30 | 3  | 1 | 26 | 35  | 107 | −72 | 10  |                                         |

### Prahova
| Loc | Echipa                            | MJ | V  | E  | Î  | GM  | GP  | DG   | Pct | Calificare sau retrogradare             |
| --- | --------------------------------- | -- | -- | -- | -- | --- | --- | ---- | --- | --------------------------------------- |
| 1   | Petrolul Teleajen Ploiești (C, Q) | 34 | 26 | 6  | 2  | 132 | 14  | +118 | 84  | Calificare baraj promovare Liga a III-a |
| 2   | Petrolul Ploiești II              | 34 | 23 | 8  | 3  | 69  | 22  | +47  | 77  |                                         |
| 3   | Intersport Plopeni                | 34 | 22 | 8  | 4  | 92  | 34  | +58  | 74  |                                         |
| 4   | Avântul Măneciu                   | 34 | 21 | 6  | 7  | 103 | 48  | +55  | 69  |                                         |
| 5   | Petrolul 95 Ploiești              | 34 | 18 | 7  | 9  | 77  | 52  | +25  | 61  |                                         |
| 6   | CS Bănești-Urleta                 | 34 | 15 | 6  | 13 | 74  | 61  | +13  | 51  |                                         |
| 7   | Caraimanul Bușteni                | 34 | 14 | 7  | 13 | 69  | 66  | +3   | 49  |                                         |
| 8   | Cheile Doftanei Brebu             | 34 | 14 | 5  | 15 | 57  | 51  | +6   | 47  |                                         |
| 9   | Unirea Câmpina                    | 34 | 14 | 5  | 15 | 58  | 53  | +5   | 47  |                                         |
| 10  | CS Brazi                          | 34 | 11 | 10 | 13 | 59  | 63  | −4   | 43  |                                         |
| 11  | Gloria Vâlcănești                 | 34 | 13 | 4  | 17 | 63  | 74  | −11  | 43  |                                         |
| 12  | CS Ceptura                        | 34 | 12 | 5  | 17 | 70  | 81  | −11  | 41  |                                         |
| 13  | Voința Bălțești                   | 34 | 10 | 6  | 18 | 58  | 102 | −44  | 36  |                                         |
| 14  | Unirea Brebu                      | 34 | 8  | 9  | 17 | 52  | 75  | −23  | 33  |                                         |
| 15  | Progresul Aluniș                  | 34 | 10 | 3  | 21 | 46  | 100 | −54  | 33  | Scutită de retrogradare                 |
| 16  | CS Florești (R)                   | 34 | 7  | 7  | 20 | 44  | 91  | −47  | 28  | Retrogradare Liga a V-a Prahova         |
| 17  | AS Vălenii de Munte (R)           | 34 | 7  | 6  | 21 | 29  | 79  | −50  | 27  | Retrogradare Liga a V-a Prahova         |
| 18  | Recolta Dumbrava (R)              | 34 | 6  | 2  | 26 | 31  | 117 | −86  | 20  | Retrogradare Liga a V-a Prahova         |

1. ↑  Progresul Aluniș a fost scutită de retrogradare datorită promovării lui Petrolul Teleajen Ploiești în Liga a III-a.
2. ↑  Recolta Dumbrava s-a retras din campionat și a pierdut toate meciurile rămase cu 0–3.

### Satu Mare
Finala 
Finala campionatului s-a disputat pe 6 iunie 2009 pe Stadionul Olimpia din Satu Mare.
| Echipa 1     | Scor | Echipa 2       |
| ------------ | ---- | -------------- |
| Turul Micula | 2–1  | Victoria Carei |

Turul Micula a câștigat Liga a IV-a Satu Mare sezonul și s-a calificat pentru barajul de promovare în Liga a III-a.

### Suceava
| Loc | Echipa                    | MJ | V  | E | Î  | GM | GP | DG  | Pct | Calificare sau retrogradare             |
| --- | ------------------------- | -- | -- | - | -- | -- | -- | --- | --- | --------------------------------------- |
| 1   | Gura Humorului (C, Q)     | 28 | 23 | 2 | 3  | 79 | 17 | +62 | 71  | Calificare baraj promovare Liga a III-a |
| 2   | Bucovina Rădăuți          | 28 | 17 | 5 | 6  | 65 | 33 | +32 | 56  |                                         |
| 3   | Dorna Vatra Dornei        | 28 | 16 | 3 | 9  | 84 | 30 | +54 | 51  |                                         |
| 4   | Unirea Boroaia            | 28 | 13 | 5 | 10 | 51 | 43 | +8  | 44  |                                         |
| 5   | Cetatea II Arbore         | 28 | 13 | 2 | 13 | 55 | 48 | +7  | 41  |                                         |
| 6   | Bradul Putna              | 28 | 11 | 6 | 11 | 47 | 35 | +12 | 39  |                                         |
| 7   | Viitorul Liteni           | 28 | 11 | 5 | 12 | 53 | 47 | +6  | 38  |                                         |
| 8   | CN Nicu Gane Fălticeni    | 28 | 10 | 7 | 11 | 45 | 44 | +1  | 37  |                                         |
| 9   | Steaua Dumbrăveni         | 28 | 11 | 3 | 14 | 55 | 61 | −6  | 36  |                                         |
| 10  | Florconstruct Pătrăuți    | 28 | 11 | 3 | 14 | 58 | 75 | −17 | 36  |                                         |
| 11  | Minerul Iacobeni          | 28 | 11 | 3 | 14 | 53 | 83 | −30 | 36  |                                         |
| 12  | Foresta Moldovița         | 28 | 10 | 6 | 12 | 54 | 61 | −7  | 36  |                                         |
| 13  | Avântul Frasin            | 28 | 11 | 2 | 15 | 50 | 58 | −8  | 35  |                                         |
| 14  | Rapid CFR II Mihoveni (R) | 28 | 10 | 4 | 14 | 50 | 85 | −35 | 34  | Retrogradare Liga a V-a Suceava         |
| 15  | Bradul Vama (R)           | 28 | 2  | 4 | 22 | 21 | 95 | −74 | 10  | Retrogradare Liga a V-a Suceava         |
| 16  | Bucovina Bădeuți (D)      | 0  | 0  | 0 | 0  | 0  | 0  | 0   | 0   | S-a retras                              |

1. ↑  Bucovina Bădeuți s-a retras din campionat după 12 etape și toate rezultatele sale au fost anulate.[33]

### Timiș
| Loc | Echipa                     | MJ | V  | E | Î  | GM  | GP  | DG  | Pct | Calificare sau retrogradare             |
| --- | -------------------------- | -- | -- | - | -- | --- | --- | --- | --- | --------------------------------------- |
| 1   | ACS Recaș (C, Q)           | 30 | 23 | 5 | 2  | 108 | 21  | +87 | 74  | Calificare baraj promovare Liga a III-a |
| 2   | FC Chișoda                 | 30 | 21 | 4 | 5  | 99  | 30  | +69 | 67  |                                         |
| 3   | Textila Timișoara          | 30 | 15 | 7 | 8  | 56  | 36  | +20 | 52  |                                         |
| 4   | Millenium Giarmata         | 30 | 15 | 6 | 9  | 56  | 35  | +21 | 51  |                                         |
| 5   | AS Coșteiu                 | 30 | 16 | 3 | 11 | 56  | 50  | +6  | 51  |                                         |
| 6   | Politehnica 2002 Timișoara | 30 | 15 | 2 | 13 | 58  | 46  | +12 | 47  |                                         |
| 7   | AS Peciu Nou               | 30 | 13 | 5 | 12 | 57  | 55  | +2  | 44  |                                         |
| 8   | Timișul Șag                | 30 | 13 | 4 | 13 | 54  | 50  | +4  | 43  |                                         |
| 9   | Pobeda Dudeștii Vechi      | 30 | 13 | 3 | 14 | 55  | 61  | −6  | 42  |                                         |
| 10  | Unirea Cerneteaz           | 30 | 12 | 4 | 14 | 56  | 69  | −13 | 40  |                                         |
| 11  | Marcel Băban Jimbolia      | 30 | 11 | 5 | 14 | 39  | 52  | −13 | 38  |                                         |
| 12  | Auto Timișoara             | 30 | 11 | 3 | 16 | 52  | 68  | −16 | 36  |                                         |
| 13  | Bega Belinț                | 29 | 9  | 5 | 15 | 51  | 70  | −19 | 32  |                                         |
| 14  | Top Alumino Timișoara      | 29 | 8  | 7 | 14 | 35  | 48  | −13 | 31  |                                         |
| 15  | Real Dragșina (R)          | 30 | 8  | 3 | 19 | 33  | 77  | −44 | 27  | Retrogradare Liga a V-a Timiș           |
| 16  | CFR Timișoara II (R)       | 30 | 2  | 2 | 26 | 29  | 126 | −97 | 8   | Retrogradare Liga a V-a Timiș           |

### Vâlcea
| Loc | Echipa                   | MJ | V  | E | Î  | GM  | GP  | DG   | Pct | Calificare sau retrogradare             |
| --- | ------------------------ | -- | -- | - | -- | --- | --- | ---- | --- | --------------------------------------- |
| 1   | Ghecon Lăpușata (C, Q)   | 34 | 27 | 3 | 4  | 125 | 23  | +102 | 84  | Calificare baraj promovare Liga a III-a |
| 2   | Dinamo Râmnicu Vâlcea    | 34 | 25 | 5 | 4  | 107 | 46  | +61  | 80  |                                         |
| 3   | Minerul Berbești         | 34 | 21 | 6 | 7  | 98  | 38  | +60  | 69  |                                         |
| 4   | CSM Drăgășani            | 34 | 21 | 6 | 7  | 77  | 41  | +36  | 69  |                                         |
| 5   | CS Șirineasa             | 34 | 18 | 5 | 11 | 71  | 45  | +26  | 59  |                                         |
| 6   | Sportul Râmnicu Vâlcea   | 34 | 19 | 2 | 13 | 88  | 69  | +19  | 59  |                                         |
| 7   | CSM Râmnicu Vâlcea II    | 34 | 18 | 3 | 13 | 106 | 81  | +25  | 57  |                                         |
| 8   | AS Mihăești              | 34 | 17 | 6 | 11 | 83  | 55  | +28  | 57  |                                         |
| 9   | Flacăra Horezu           | 34 | 16 | 6 | 12 | 85  | 65  | +20  | 54  |                                         |
| 10  | Posada Perișani          | 34 | 16 | 2 | 16 | 73  | 93  | −20  | 50  |                                         |
| 11  | Cozia Călimănești        | 34 | 14 | 5 | 15 | 69  | 62  | +7   | 47  |                                         |
| 12  | Lotru Brezoi             | 34 | 11 | 8 | 15 | 52  | 63  | −11  | 41  |                                         |
| 13  | Vartex Râmnicu Vâlcea    | 34 | 10 | 7 | 17 | 65  | 92  | −27  | 37  |                                         |
| 14  | Damila Măciuca           | 34 | 11 | 4 | 19 | 66  | 88  | −22  | 37  |                                         |
| 15  | Conexin Runcu            | 34 | 9  | 5 | 20 | 41  | 90  | −49  | 32  | Scutită de retrogradare                 |
| 16  | Oltețul Zătreni (R)      | 34 | 7  | 5 | 22 | 41  | 83  | −42  | 26  | Retrogradare Liga a V-a Vâlcea          |
| 17  | Inter Râmnicu Vâlcea (R) | 34 | 3  | 3 | 28 | 41  | 123 | −82  | 12  | Retrogradare Liga a V-a Vâlcea          |
| 18  | Victoria Frâncești (R)   | 34 | 2  | 1 | 31 | 26  | 160 | −134 | 7   | Retrogradare Liga a V-a Vâlcea          |

1. ↑  Conexin Runcu a fost scutită de retrogradare datorită promovării lui Ghecon Lăpușata în Liga a III-a.